# Stöverbergstjärnen
Stöverbergstjärnen är en sjö i Skellefteå kommun i Västerbotten och ingår i Kågeälvens huvudavrinningsområde.